# Saint John's (Antigua i Barbuda)
Saint John's és la capital de l'Estat d'Antigua i Barbuda. Amb una població estimada de 22.000 habitants (1991), Saint John's és el centre comercial del país i el port principal de l'illa d'Antigua. La ciutat ha estat el centre administratiu d'Antigua i Barbuda des que les illes foren colonitzades el 1632, i va esdevenir seu del govern quan es va assolir la independència el 1981. A Saint John's es troba l'Aeroport VC Bird.

## Història
Saint John va ser fundada el 1632 com una petita masia quan un grup de britànics liderats per Edward Warner van arribar a Antigua des de l'illa veïna de Saint Christopher i Nevis. Posteriorment, l'Edward Warner es va convertir en el primer governador d'Antigua, el segon depenent de les fonts, i l'illa inicialment va ser poblada pels ciutadans britànics i especialment pels irlandesos. Durant els seus primers anys Saint John va ser atacada constantment pels Caribs i pels francesos.
Al 1667 la masia va començar a créixer, i l'arribada d'esclaus d'Àfrica va permetre el desenvolupament de la indústria del cultiu de la canya de sucre. Al 1680, es va iniciar la construcció d'un fort davant de la badia. Va ser finalitzat el 1706 sota el nom de Fort James.
El 1689 Saint John era ja més gran que Falmouth, però l'any següent un huracà va destruir gairebé tot el poble i tots els vaixells atracats al port. Es van perdre més de 18 embarcacions.
El 1702, es van traçar adequadament els carrers i es va construir un mercat, a més es va designar un pregoner i guardes del poble; Aquests últims van construir artefactes de càstig i humiliació per als habitants que cometessin crims menors.
El 1747 es va iniciar la construcció de la Cort de Justícia, amb la doble funció quan no era usada de funcionar com a sala de ball. Actualment l'edifici és el Museu d'Antigua i Barbuda. El 1769, un incendi va destruir 260 cases de Saint John, el que representava dues terceres parts del poble.
El 1784 va arribar el famós Almirall Horatio Nelson, encara a l'inici de la seva carrera; Nelson va ordenar la construcció d'una drassana que actualment porta el seu nom, i va intentar canviar les lleis comercials de navegació locals. Nelson no era ben vist al poble, motiu pel qual intentava evitar entrar-hi, mantenint-se la major part del seu temps en el seu vaixell atracat al port de la població.
El 1801 es va iniciar la construcció de la residència del governador, que fins llavors havia estat habitant sempre en cases llogades. El 1830 es va construir la primera biblioteca a les Antilles Britàniques, encara que era de propietat privada.
El 1842 s'hi va establir la diòcesi d'Antigua, fet que va permetre que Saint John fos declarada una ciutat.
Amb l'arribada d'emigrants des de Madeira, la ciutat va créixer encara més, i el 1850 es va obrir una oficina de correus. El 1867 es va construir un embassament als afores de la ciutat, fet que va permetre establir un servei d'aigua potable.

## Geografia i clima
Els pobles i assentaments propers són St. Johnston. McKinnon's Pond es troba al nord de St. John's.
St. John's té un clima de sabana tropical (Koppen: Aw) amb un clima estiuenc durant tot l'any, amb dies calorosos i nits càlides. Les precipitacions són les màximes durant els mesos de setembre a novembre a causa de l'activitat dels huracans. El 12 d'agost de 1995, una temperatura de 34,9 °C, que va ser la temperatura més alta que s'hagués registrat mai a Antigua i Barbuda.

## Demografia
| 1991   | 2001   | 2011   | 2025   |
| 23.453 | 24.451 | 22.219 | 21.394 |

La majoria de la població de St. John's reflecteix la de la resta d'Antigua: gent d'ascendència africana i mixta europea-africana, amb una minoria europea, incloent britànics i portuguesos. Hi ha una població d’àrabs cristians llevantins.

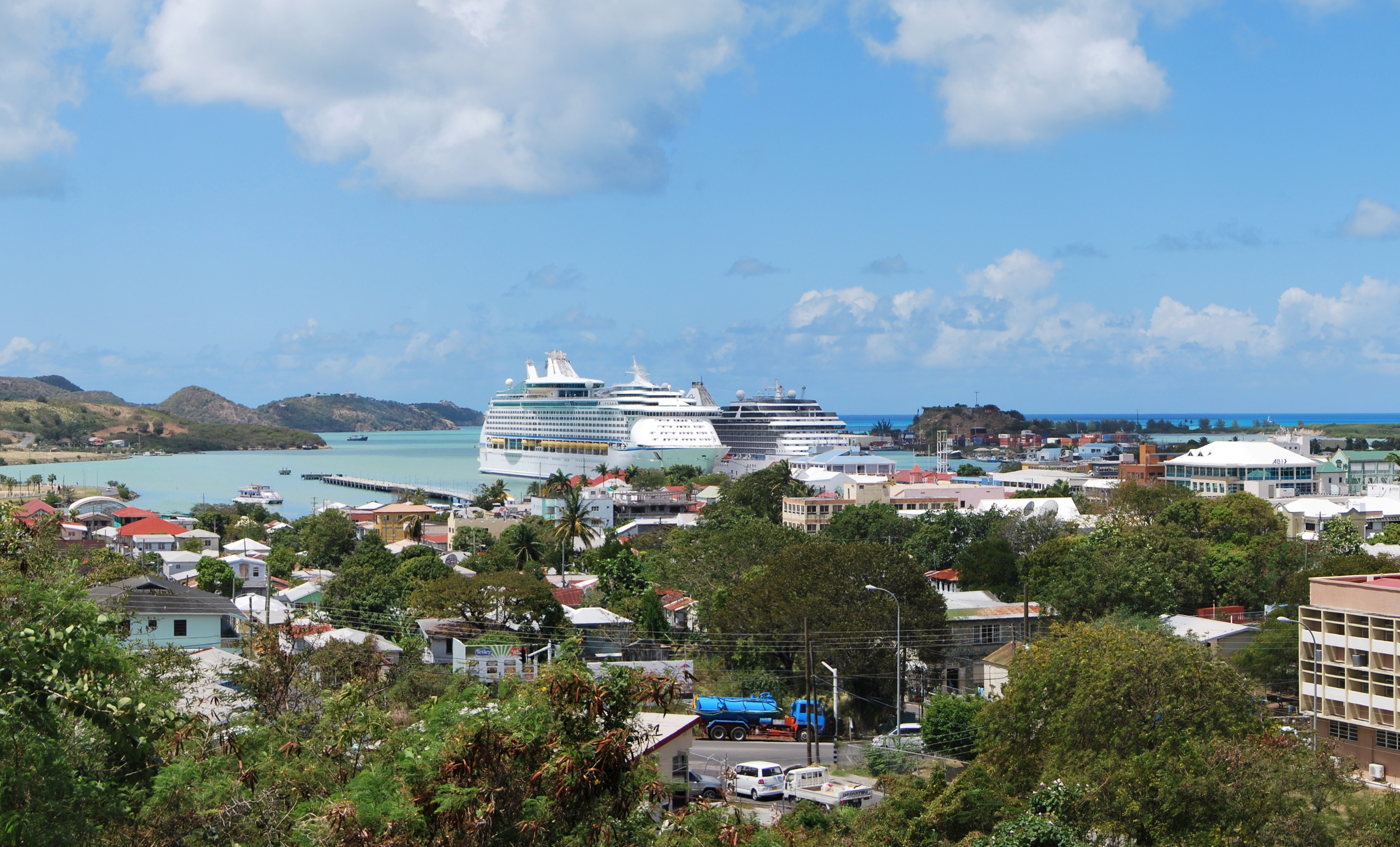
Centre de la ciutat, Sant Joan

## Govern

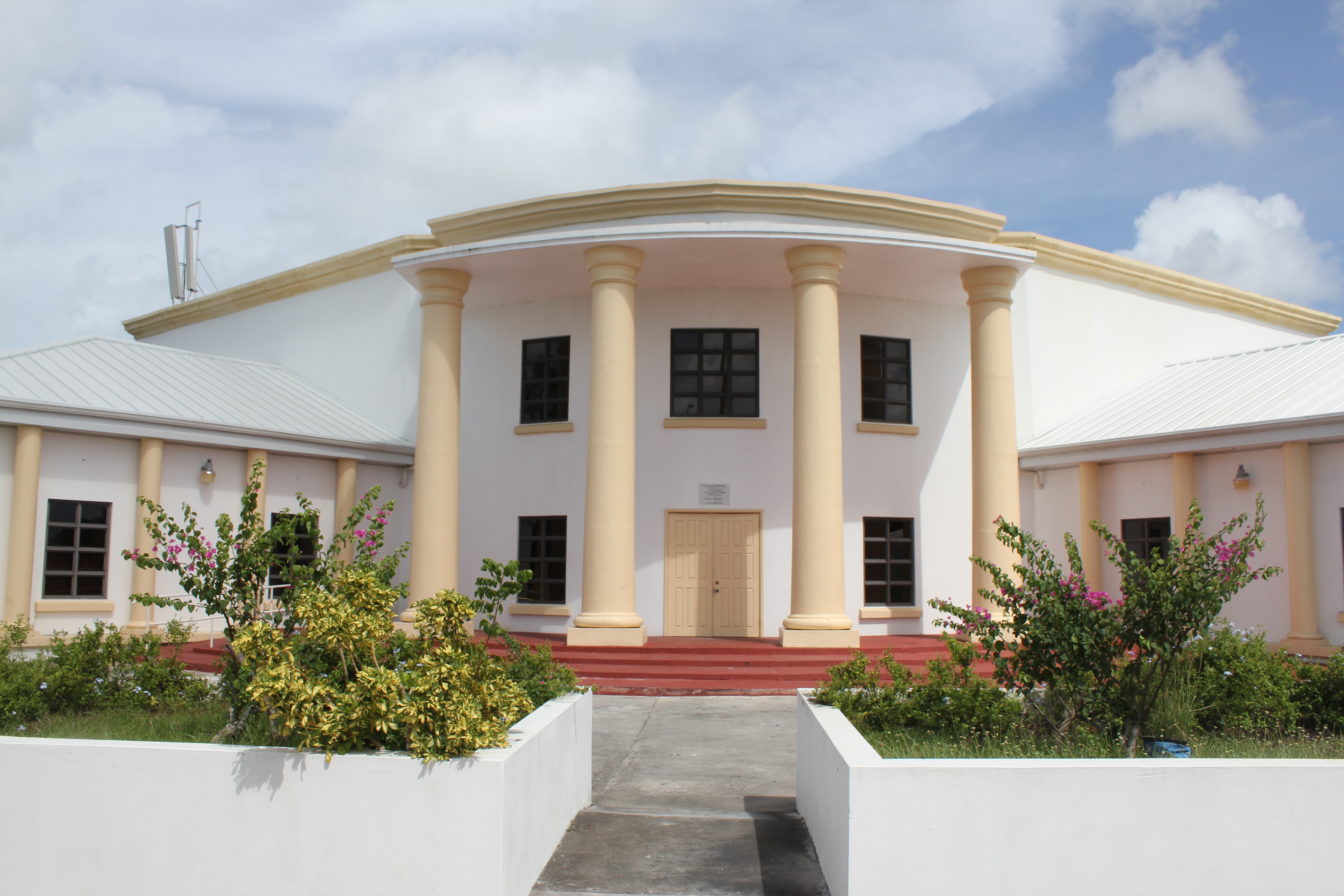
Edifici del Parlament d'Antigua i Barbuda

St John's és la seu del Parlament d'Antigua i Barbuda. Sant John és la capital de la Parròquia de Sant John.
L’Autoritat d'Aviació Civil del Carib Oriental té la seva seu a Factory Road a St. John's.
St John's està agermanada amb el districte de Waltham Forest a Londres, Anglaterra.
La Ciutat de Sant John es defineix per la Llei de salut pública com:
| « | Tot el terreny tancat per una línia imaginària que comença en un punt de la costa on la carretera que va a l'oest de Greenbay es troba amb el mar i des d'allí en direcció sud pel costat oest d'aquesta carretera fins a la seva cruïlla amb la carretera que porta a Union Estate; continuant pel costat oest de la mateixa carretera, en direcció sud cap a la finca Cooks, fins a una ubicació que està marcada per una balisa de formigó situada on l'esmentada carretera a la finca Cooks arriba a una vall que va d'est a oest; va des de l'esmentada balisa i seguint el centre de la vall fins a una altra balisa de formigó situada a Grays Hill; des d'allí en direcció est fins a un punt senyalitzat amb una balisa a la carretera de Bolans immediatament més enllà de Nut Grove: des d'aquesta balisa en direcció nord-est fins a un punt de la carretera de Tots Sants on la carretera de Bendals s'ajunta amb una pista que forma el límit existent. de Finca Ottos i per l'esmentada pista fins a la carretera de la Fàbrica; girant a l'oest en aquesta cruïlla i seguint el costat sud de la carretera Factory fins a un punt marcat per una balisa al límit entre Sunnyside paddock i St. Johnston Village; des d'allí seguint el límit oriental de l'esmentat paddock fins a la carretera de Parham fins a un punt oposat a la pista oest de Bell Village; d'allí cap al nord pel límit oriental de la finca Gambles fins a l'angle nord-est de l'esmentada finca; des d'allà a l'oest pel límit nord de Gambles Estate fins al costat oest de la carretera de Friars Hill; des d'al nord fins al límit entre Friars Hill i Gambles; d'allí Oest per l'esmentat límit fins a la carretera Marble Hill; des d'allí en direcció sud fins a un punt on l'esmentada carretera gira a l'oest cap a Fort James; i finalment pel costat sud i oest de la carretera de Fort James fins a aquest punt de la costa del mar immediatament a l'oest del punt on l'esmentat camí gira al sud fins a Fort James. | » |

La "Ciutat de St. John's" es defineix per la Property Tax Act de 2006 com la regió tancada pel carrer Dickenson Bay a banda i banda des del mar fins al nord; Independence Avenue a banda i banda des de la benzinera Robinson cap a l'est; All Saints Road a la dreta des de Joseph Lane fins a Kentish Road; i Perry Bay Road a la dreta des de Kentish Road fins a Ribbits.

## Economia
Saint John és una de les ciutats més desenvolupades i cosmopolites de les Antilles Menors. La ciutat és famosa pels seus centres comercials, així com per les botigues repartides per tota la ciutat, i per la venda de joies de disseny i la roba d'alta costura. També hi ha botigues de roba dedicades a una gran diversitat d'estils.
Saint John atrau molts turistes dels complexos hotelers exclusius de l'illa, així com dels creuers que atraquen als seus molls a Heritage Quay i a Redcliffe Quay varis cops a la setmana.
La banca d'inversió té una forta presència a la ciutat. Moltes de les institucions financeres més grans del món tenen oficines a Saint John.
Hi ha un mercat a l'extrem sud-oest de la ciutat on cada dia venen productes frescos com ara la carn i el peix.
La destil·leria Antigua Distillery Limited es troba a la Ciutadella i és l'única destil·leria de rom a l'illa. La producció anual supera els 180.000 litres embotellats.

## Cultura
La ciutat compta amb uns quants museus, incloent-hi el Museu d'Antigua i Barbuda i el Museu de l'Art Marí, una petita instal·lació que conté roca fossilitzada, pedres volcàniques, fusta petrificada, i una col·lecció de més de deu mil projectils i artefactes procedents de diversos naufragis.
Just a l'est de Saint John hi ha l'Estadi Sir Vivian Richards, un estadi per a uns quants esports situat a North Sound, que va ser creat principalment per a partits de cricket, i que va ser la seu de la Copa del Món de Cricket de 2007. L'Antigua Recreation Ground (Terreny de Jocs d'Antigua) és l'estadi nacional i està ubicat a Saint John.

## Monuments i llocs d'interès

### Catedral de Saint John
L'horitzó de Saint John està dominat per les torres blanques barroques de la catedral que porta el nom de la ciutat. L'actual edifici va ser construït el 1845, sent aquest el tercer temple que allotja la catedral, després de les destruccions degudes als terratrèmols del 1683 i 1745. Les portes de ferro de la façana sud de la catedral estan decordades per pilars amb estàtues de Sant Joan l'Evangelista i Sant Joan Baptista. Aquestes figures van ser robades pel vaixell HMP Tempe el 1756 d'un vaixell francès que es dirigia a l'illa de Martinica.

### Museu d'Antigua i Barbuda
El Museu d'Antigua i Barbuda està situat a la esquina entre Long street i Market street, i ocupa l'edifici de l'antic tribunal colonial, construït el 1747 al solar que ocupava el primer mercat de la ciutat. És l'edifici en ús més antic de Saint John. Les exposicions arqueològiques del museu mostren la vida dels primers habitants del país, així com la dels esclaus i els colons. El museu exposa utensilis arauacs (tribus indígenes originàries de les Antilles) i colonials procedents de les excavacions arqueològiques de les illes. També mostra una rèplica d'una casa arauaca i maquetes de la plantacions de sucre que expliquen la història del país. El museu conserva així mateix un bat de criquet del jugador d'Antigua Viv Richards.

### Palau governamental
El palau governamental de Saint John és la residència i seu del governador general d'Antigua. L'edifici va ser construït en estil colonial i està envoltat de jardins. Es troba a la zona est de la ciutat. L'edifici no té visites turístiques regulars, encara que poden ser concertades al Departament de Turisme d'Antigua i Barbuda a Long Street

### Fort James
El Fort James va ser construït el 1706 per protegir el port de Saint John, i és un dels molts forts que la Gran Bretanya va construir en les seves colònies caribenyes al segle xviii per protegir-les i salvaguardar-les de les invasions de la Marina Francesa. Està situada a la zona nord-oest de la ciutat. S'hi conserven els antics polvorins, canons de defensa i els fonaments de les muralles del fort. El principal atractiu turístic del Fort James són les excel·lents vistes al port de Saint John. Hi ha altres forts als voltants com Fort George, Fort Charles, Fort Shirley, Fort Berkeley i Fort Barrington.

### Altres
Els divendres i dissabtes al matí, se celebra un mercat de productes agrícoles i artesania als afores al sud de la ciutat. Saint John compta amb diversos molls per vaixells de creuer, un centre comercial, nombroses botigues, i una gran oferta hotelera.
Saint John compta amb un Jardí botànic situat prop de la intersecció de Factory Road i d'Independence Avenue (Jardí Botànic de Antigua).
El Museu d'Art de la Marina, situat a Gambles Terrace, és una petita instal·lació que alberga roques fòssils, pedres volcàniques, fusta petrificada i una col·lecció de més de 10.000 petxines. També exhibeix objectes d'uns quants naufragis de vaixells britànics.